# Parc national de Nanda Devi
Le parc national de Nanda Devi est un parc national situé dans le nord de l'Inde, dans l'État himalayen de l'Uttarakhand. Il protège le massif de la Nanda Devi, la plus haute montagne faisant intégralement partie du territoire indien.

## Toponymie
Le parc a reçu son appellation de son plus haut sommet, la Nanda Devi culminant à 7 816 m.

## Histoire
En 1907, Tom George Longstaff et ses guides de Courmayeur, Alexis Brocherel et Henri Brocherel et le Gurkha Kharbir sont les premiers à accéder au sanctuaire extérieur de la Nanda Devi lors de l'expédition qui les conduit au sommet du Trisul premier 7 000 m au monde conquis par des alpinistes. 
En 1934, Eric Shipton et Harold William Tilman sont les premiers humains connus à pénétrer via la gorge de la rivière Rishi dans le sanctuaire intérieur de la région du Nanda Devi. 
Depuis 1988, le parc est conjointement inscrit au patrimoine mondial avec le parc national de la Vallée des fleurs sous le nom de « parcs nationaux de Nanda Devi et de la Vallée des fleurs ». 
Depuis 2004, le parc est également reconnu en tant que réserve de biosphère par l'Unesco.

## Géographie
Le parc national de Nanda Devi s'étend sur une superficie d'environ 624 km2 dans l'Himalaya du Garhwal. Le paysage du parc est très contrasté avec ses falaises abruptes, glaciers et moraines où d'étroites vallées s'intercalent entre des sommets s'élevant jusqu'à plus de 7 000 m. Parmi les sites remarquables, on peut recenser la gorge de la rivière Rishi Ganga, une des plus profondes au monde, plusieurs glaciers d'une grand beauté tels que le glacier Uttari Rishi et le lac glaciaire Roopkund, aussi appelé le lac aux squelettes pour les centaines de squelettes humains qu'il renferme.
Le sanctuaire de Nanda Devi comporte deux zones géographiques : intérieure et extérieure. Les chaînes de montagne formant un arc de cercle, ces deux zones sont entourées par le mur principal constitué d'une ligne de crête de hauts sommets enneigés au nord, à l'est et au sud. Les arêtes des montagnes descendent au nord et au sud vers les gorges de la Rishi Ganga. La partie intérieure du sanctuaire se situe à l'Est et contient les deux tiers du sanctuaire dont font partie, la Nanda Devi et les deux glaciers de l'Uttari Rishi au nord et du Dakshni Rishi au sud. La zone géographique extérieure se situe à l'Ouest et est séparée de la partie intérieure par de hautes arêtes traversées par le cours tumultueux de la Rishi Ganga. Au Nord de la partie extérieure se trouve le glacier de Ramani et au sud le glacier de Trisul. L'accès à cette zone extérieure s'effectue par un col à 4 000 m d'altitude.

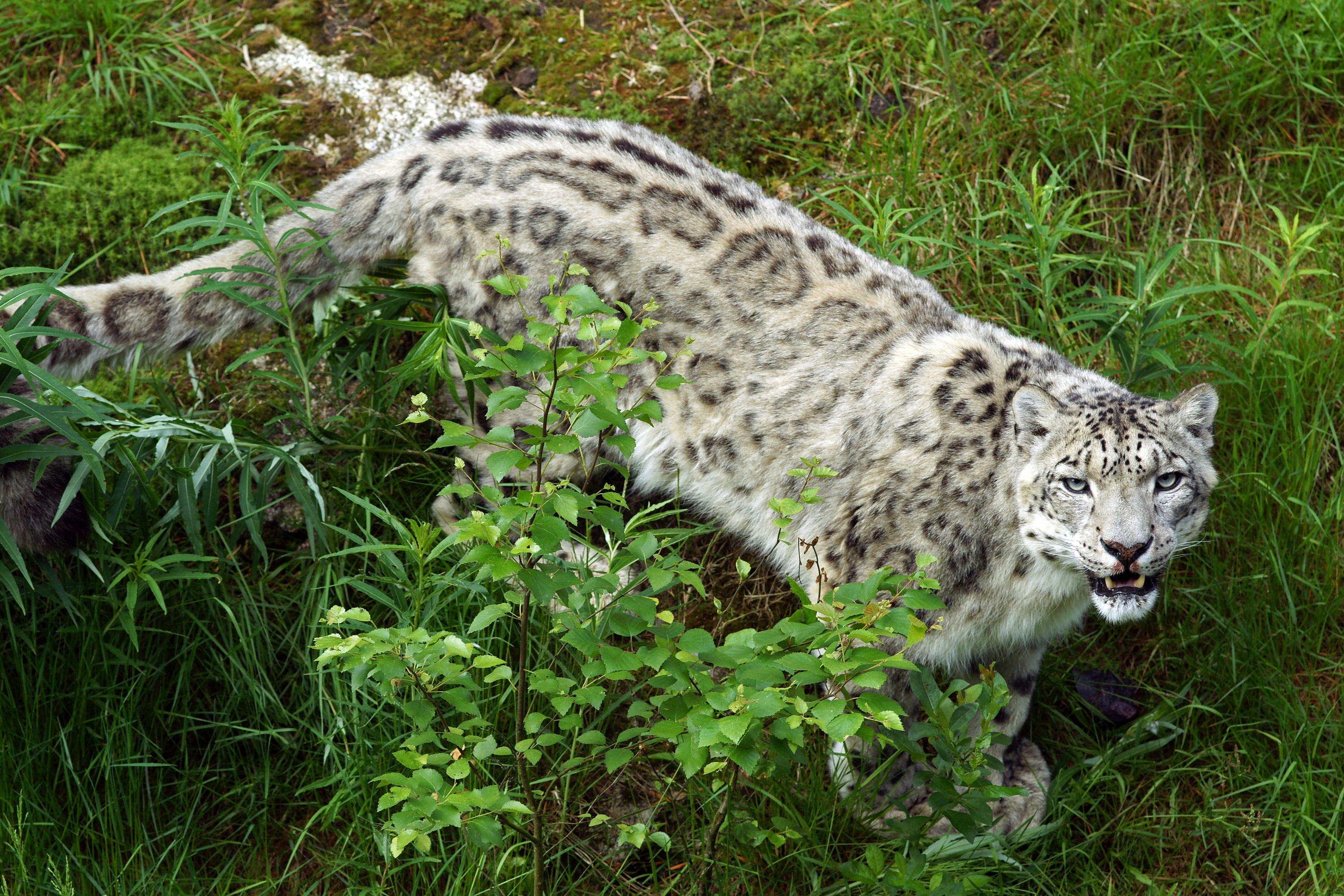
Léopard des neiges.

Le parc recèle une grande biodiversité au niveau de la flore et de la faune. À l'étage subalpin, on retrouve une grande variété de plantes et des forêts de bouleaux, de sapins et de rhododendrons, les arbrisseaux et fleurs de montagne offrant une meilleure résistance à des altitudes plus élevées. Les pluies abondantes de la mousson apportent une explosion de couleurs dans la flore endémique. La faune emblématique du parc inclut le discret léopard des neiges et le cerf porte-musc himalayen. D'autres mammifères sont le bharal (chèvre des montagnes), l'ours noir himalayen et le saro de l'himalaya. Parmi les oiseaux, le lophophore resplendissant éblouit par ses couleurs vives, raison pour laquelle l'état d'Uttarakhand en a fait son oiseau emblématique, au même titre que le tragopan, la perdrix des neiges et l'aigle royal.

## Tourisme
Compte tenu de la protection réservée à la faune et à la flore endémique, l'accès au sanctuaire du parc national de Nanda Devi est limité à de petites parties du parc réservées à l'éco-tourisme, des treks y étant organisés dont le plus renommé est le Nanda Devi Trek. À proximité, le parc national de la vallée des fleurs, autre site Unesco, présente une grande magnificence provenant de son univers foral coloré.
Depuis 1983, l'accès en est en revanche interdit aux expéditions alpines et aux trekkings non encadrés ce qui a permis à la nature de se reconstituer. Le réchauffement climatique et la pression urbaine restent toutefois des défis dans la protection de l'écosystème exceptionnel du parc.

## Sommets principaux du parc et de ses environs

### Á l'intérieur du sanctuaire

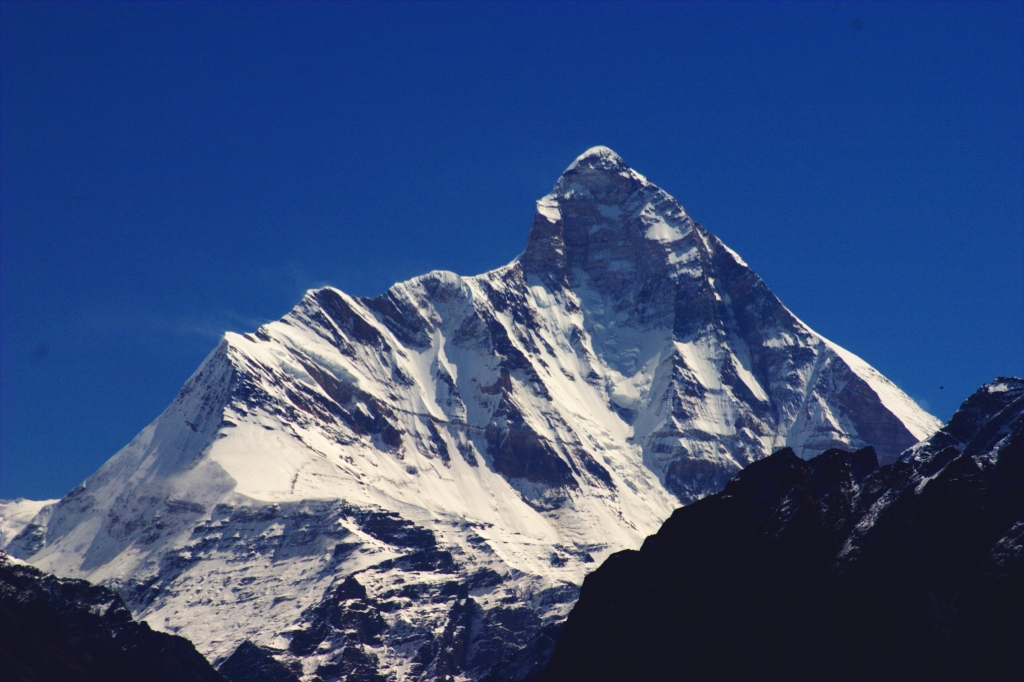
Vue de la Nanda Devi.

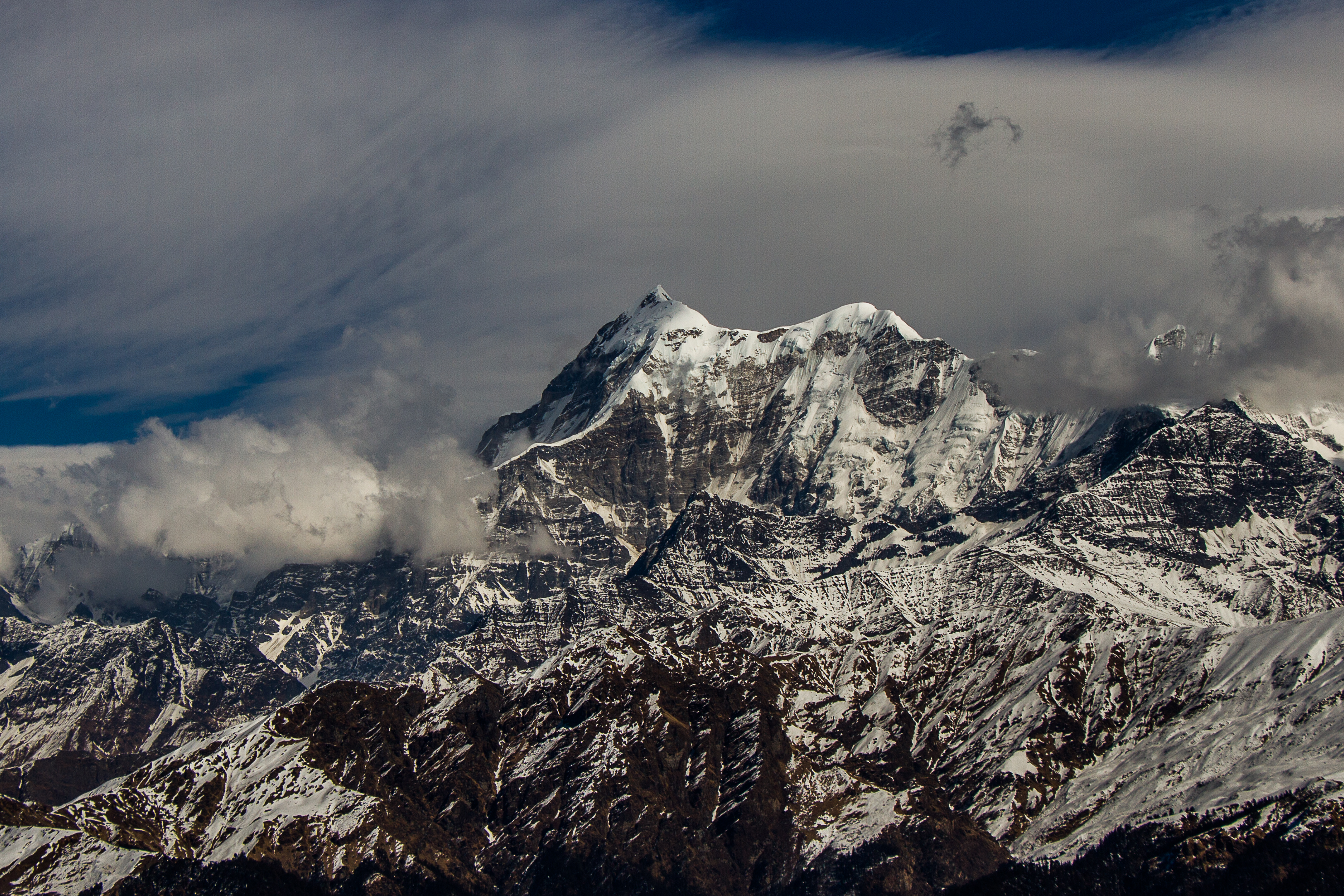
Vue des Trisul I, II et III.

Mis à part la Nanda Devi, les sommets principaux de l'intérieur du sanctuaire sont :
- Nanda Devi: 7 816 m ;
- Devistan I : 6 678 m ;
- Devistan II : 6 529 m ;
- Rishi Kot : 6 236 m.

### Sur les limites du sanctuaire
Ces sommets sont énumérés du nord au sud par rapport à la gorge de la rivière Rishi Ganga :
- Hanuman : 6 075 m ;
- Dunagiri : 7 066 m ;
- Changabang : 6 864 m ;
- Kalanka : 6 931 m ;
- Rishi Pahar : 6 992 m ;
- Mangraon : 6 568 m ;
- Deo Damla : 6 620 m ;
- Bamchu : 6 303 m ;
- Sakram : 6 254 m ;
- Lhatu Dhura : 6 392 m ;
- Sunanda Devi : 7 434 m ;
- Nanda Khat : 6 611 m ;
- Panwali Dwar : 6 663 m ;
- Maiktoli : 6 803 m ;
- Devtoli : 6 788 m ;
- Mrigthuni : 6 855 m ;
- Trisul I, II, III : 7 120 m, 6 690 m, 6 008 m ;
- Nanda Ghunti : 6309 m ;
- Bethartoli : 6 352 m.